# Clase Duncan
Los acorazados de la clase Duncan eran pre-dreadnought de la Marina Real Británica. Tenían una velocidad más alta, pero el mismo armamento que su precursora, la clase Majestic. Fueron diseñados para ser acorazados rápidos en respuesta a los nuevos diseños de buques de guerra de las marinas rusas y francesas. Las naves de esta clase fueron nombradas con almirantes famosos de la Marina Real Británica. El HMS Duncan, buque líder de la clase, da su nombre a la serie, nombrada en homenaje a Adam Duncan, primer Vizconde Duncan de Camperdown. 

## Naves de esta clase

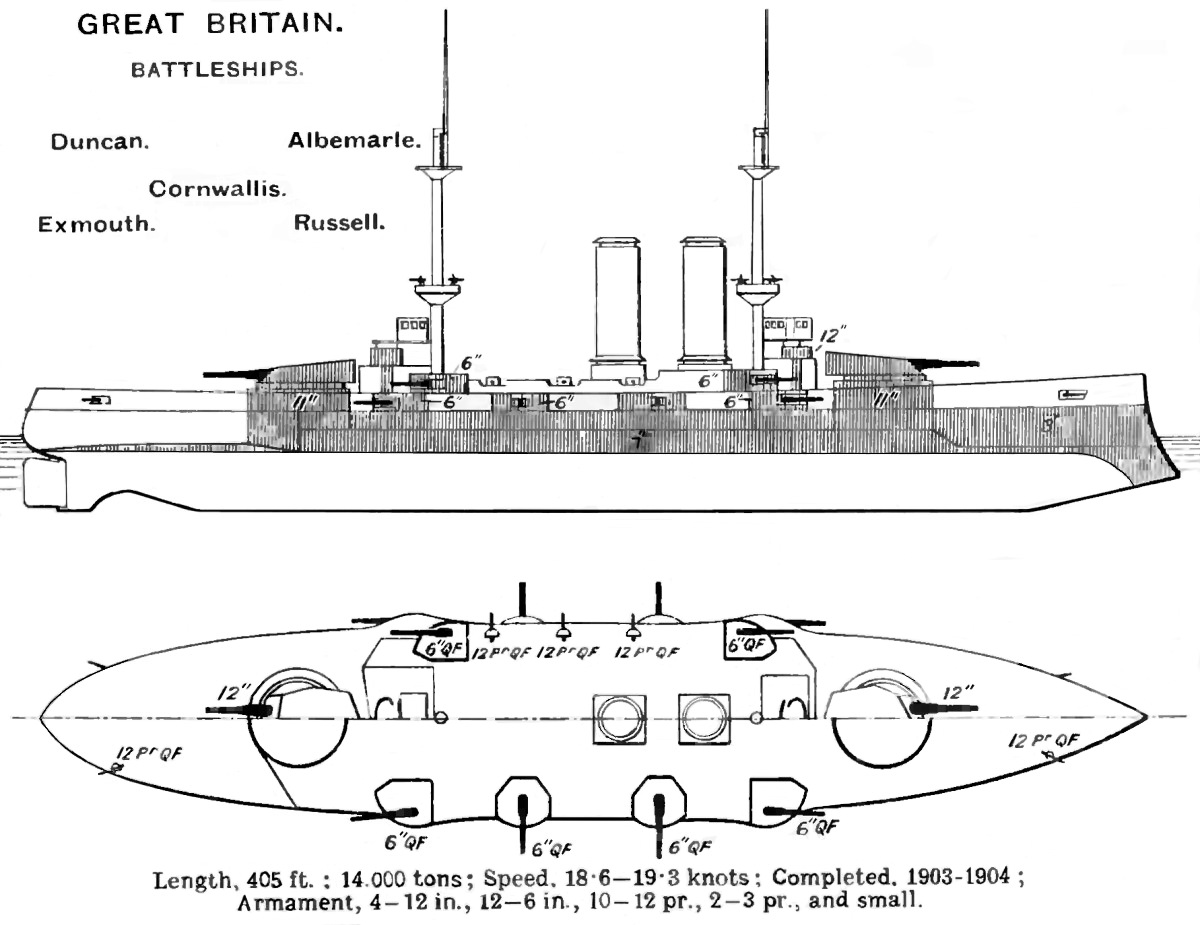
Diagrama de estos navíos

- HMS Albemarle: Recibió su nombre en memoria de George Monck, primer duque de Albemarle. Fue dañado gravemente en 1915 en aguas del fiordo de Pentland. Fue retirado del servicio activo en 1919 y desguazado al año siguiente.
- HMS Cornwallis: Recibió su nombre en memoria de Charles Cornwallis, I marqués de Cornwallis. Fue el primer buque en entrar en combate en la Batalla de Galípoli en 1915. Participó en todas las operaciones incluyendo la evacuación de Galípoli. Fue hundido el 9 de enero de 1917, después de ser alcanzado por 3 torpedos del SM U-32, perdiéndose con el buque 15 vidas.
- HMS Duncan: Sirvió durante su carrera en la Flota del Mediterráneo hasta 1905. Fue puesto en reserva en 1917, causó baja del servicio activo en 1919 y vendido para desguace al año siguiente.
- HMS Exmouth: Recibió su nombre en memoria de Edward Pellew, primer vizconde de Exmouth y almirante de la Royal Navy. Se le modificó la artillería en Portsmouth antes de unirse al 6 Escuadrón de Batalla. Lo asignaron después al 3 Escuadrón de Batalla. En 1914, fue enviado a la Flota del Canal de la Mancha. Participó en el bombardeo de Zeebrugge en 1915. Fue puesto en reserva en 1917, causando baja del servicio activo en 1919 y vendido para desguace al año siguiente.
- HMS Montagu: Recibió su nombre en memoria de Ralph Montagu, primer duque de Montagu. Encalló cerca a la Isla Lundy el 30 de mayo de 1906.
- HMS Russell: Recibió su nombre en memoria de Edward Russell, primer conde de Orford En 1914, fue enviado a la Flota del Canal de la Mancha. Estuvo en acción durante el bombardeo de Zeebrugge en 1915. El 27 de abril de 1916 chocó con una mina en la costa de Malta, con él se perdieron 100 vidas.